# Vittoria de Savoie
Titre
Héritière du trône d'Italie
(revendiquée)
Depuis le 3 février 2024
(1 an, 1 mois et 12 jours)
Vittoria de Savoie (en italien : Vittoria di Savoia), princesse de Carignan et marquise d'Ivrée, est née le 28 décembre 2003 à Genève, en Suisse. Fille aînée d'Emmanuel-Philibert de Savoie, prétendant au trône d'Italie et de Clotilde Courau, elle est considérée comme l'actuelle héritière de la maison de Savoie et du royaume d'Italie pour une partie des monarchistes italiens.
Le 15 janvier 2020, la modification des règles de succession dans la maison de Savoie par le prince de Naples fait de Vittoria l'héritière du trône d'Italie après son père, du fait de l'abolition de la loi salique. Cependant, cette décision divise la communauté des monarchistes italiens, dont une partie la juge illégale et non avenue.

## Famille
La princesse Vittoria est la fille aînée d'Emmanuel-Philibert de Savoie (1972), prince de Venise et de Piémont, et de l'actrice française Clotilde Courau (1969). Par son père, elle est donc la petite-fille de Victor-Emmanuel de Savoie (1937-2024), prétendant au trône d'Italie, et de la skieuse Marina Doria (1935).
Vittoria a une sœur cadette, Luisa (2006), princesse de Chieri et comtesse de Salemi.

## Biographie

### Naissance et baptême
Aînée des filles du prince Emmanuel-Philibert de Savoie et de Clotilde Courau, la princesse Vittoria naît le 28 décembre 2003 à Genève, malgré l'abrogation de la loi d'exil de la famille royale en 2002. Son père étant hospitalisé en Suisse depuis un accident de moto, sa famille a en effet décidé que la petite fille verrait le jour sur le sol helvétique et non à Rome, comme il avait été initialement prévu.
L'enfant est cependant baptisée en Italie, en la basilique Saint-François d'Assise, le 30 mai 2005.

### Enfance et adolescence
Vittoria de Savoie grandit entre la Suisse, Monaco, l'Italie et la France, où elle suit sa scolarité, à Paris.
Élève d'un lycée privé hors contrat, l'école Diagonale, Vittoria de Savoie s'engage au sein du collectif « Bac 2021 égalitaire » lors de la réforme du baccalauréat général et technologique et du lycée. Elle participe ainsi à une manifestation de lycéens organisée à Paris, puis publie sur son compte Instagram une lettre adressée au ministre de l'Éducation nationale, Jean-Michel Blanquer, et une vidéo à l'attention du président de la République, Emmanuel Macron, dans lesquelles elle revendique sans succès le droit au contrôle continu dans les mêmes conditions que les élèves du public et du privé sous contrat,. Après avoir obtenu le baccalauréat avec mention, elle étudie l'histoire de l'art et les sciences politiques à Londres,.
Active sur les réseaux sociaux, où elle publie régulièrement des photos, Vittoria de Savoie est considérée par le magazine de mode italien Amica (en) comme la « nouvelle princesse millenial après Charlotte Casiraghi »,. De son côté, le magazine français Gala loue la beauté de la jeune fille, en la comparant à sa mère.

### Question dynastique
Le 15 janvier 2020, le prince Victor-Emmanuel de Savoie, prétendant au trône d'Italie, annonce la modification des règles successorales dans sa maison. Il abolit alors l'usage de la loi salique et impose une primogéniture absolue, faisant ainsi de sa petite-fille Vittoria l'héritière en second de la couronne disparue en 1946,,,,.
Titrée, par la même occasion, princesse de Carignan et marquise d'Ivrée, Vittoria de Savoie déclare alors à son père, Emmanuel-Philibert, qu'elle va redoubler d'efforts dans ses études pour se montrer digne de son nouveau statut d'héritière,. Sa sœur cadette, Luisa, née le 16 août 2006, reçoit les titres de princesse de Chieri et comtesse de Salemi : le prince Victor-Emmanuel explique qu'il a voulu rendre hommage au Piémont, berceau historique de la famille où se trouvent Carignan, Ivrée et Chieri, et à la « très belle terre de Sicile » où se trouve Salemi. 
Malgré tout, la décision du prince de Naples ne fait pas l'unanimité parmi les monarchistes italiens, déjà divisés entre partisans de la branche aînée des Savoie et ceux de la branche d'Aoste. Les princes Amédée et Aimon de Savoie-Aoste considèrent en effet que seule une modification de la constitution royale peut changer l'ordre successoral. Ils sont suivis, en cela, par l'Assemblée des sénateurs du Royaume.
Le 3 février 2024, la mort de son grand-père fait de Vittoria l'héritière du trône d'Italie. Quelques mois auparavant, son père, le prince Emmanuel-Philibert de Savoie, devenu prétendant à la couronne, a fait connaître son intention de lui céder ses droits dynastiques « quand elle sera prête » afin que « les jeunes générations aient une chance de mettre en pratique de nouvelles idées modernes »,,.

## Titres et honneurs

### Titulature
Les titres portés actuellement par les membres de la maison de Savoie n’ont pas d’existence juridique en Italie et sont considérés comme des titres de courtoisie. Ils sont attribués par le chef de maison.
- 28 décembre 2003 – 15 janvier 2020 : Son Altesse Royale la princesse Vittoria de Savoie (naissance) ;
- Depuis le 15 janvier 2020 : Son Altesse Royale la princesse Vittoria de Savoie, princesse de Carignan, marquise d'Ivrée.

### Décorations
- Dame de l'ordre suprême de la Très Sainte Annonciade (maison de Savoie, 7 octobre 2023).
- Dame grand-croix de l'ordre des Saints-Maurice-et-Lazare (maison de Savoie, 28 décembre 2018)[3].
- Croix avec couronne de l'ordre pro Merito Melitensi (ordre souverain de Malte, 27 septembre 2023)[21].